# Helper
Helper è un comune degli Stati Uniti d'America, della contea di Carbon, nello Stato dello Utah, a circa 120 miglia a sud-est di Salt Lake City e 7 miglia a nord-ovest della città di Price.
È conosciuta anche come lo "Hub of Carbon County", il centro della contea di Carbon. Al censimento del 2000 contava 2.025 abitanti.